# Malcom McLean
Malcom Purcell McLean (rozený „Malcolm”; v pozdějších letech si ho změnil na tradiční skotskou historickou výslovnost; 14. listopadu 1913 Maxton, Severní Karolína,– 25. května 2001) byl americký podnikatel, často nazývaný jako „otec kontejnerizace“.